# Vitex negundo

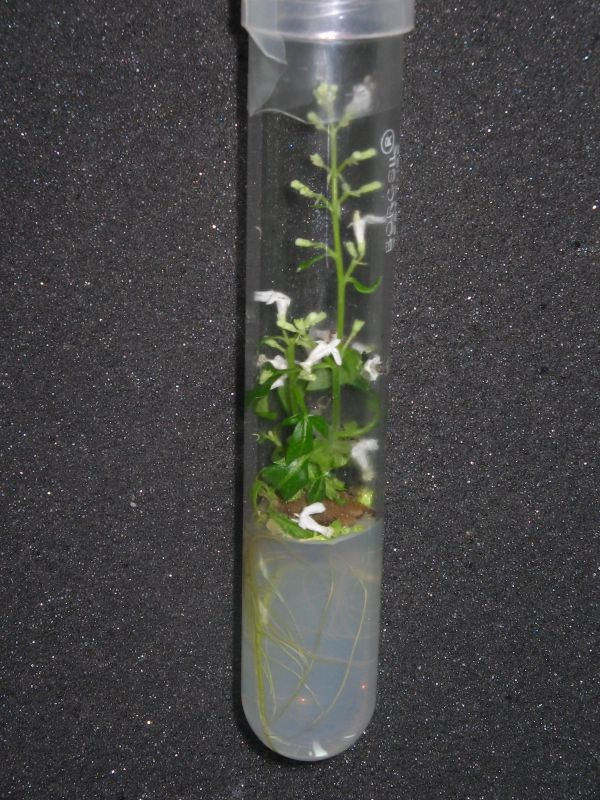
In vitro flores de Vitex negundo.

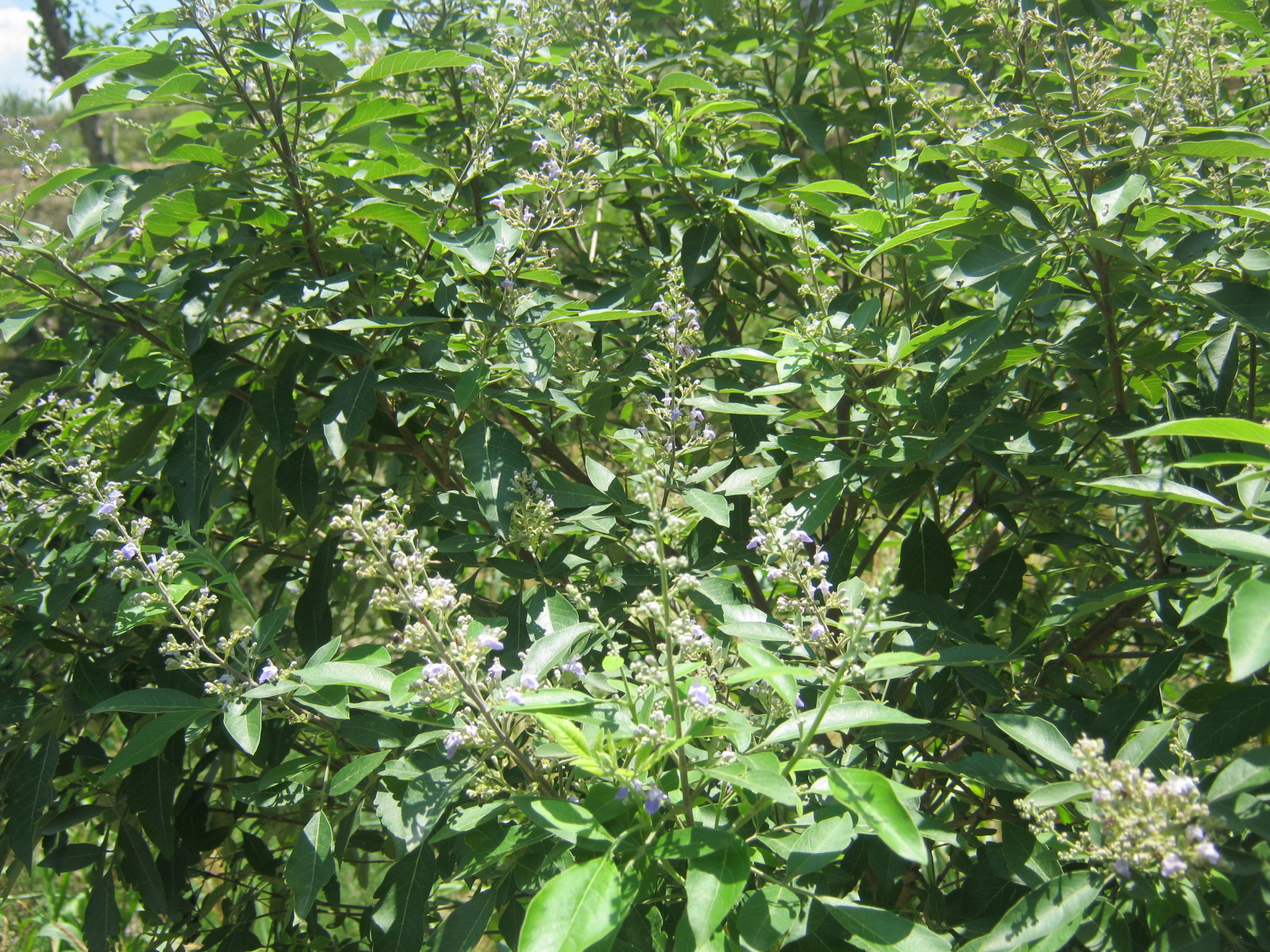
Inflorescencia de Vitex negundo en Panchkhal valley en Nepal.

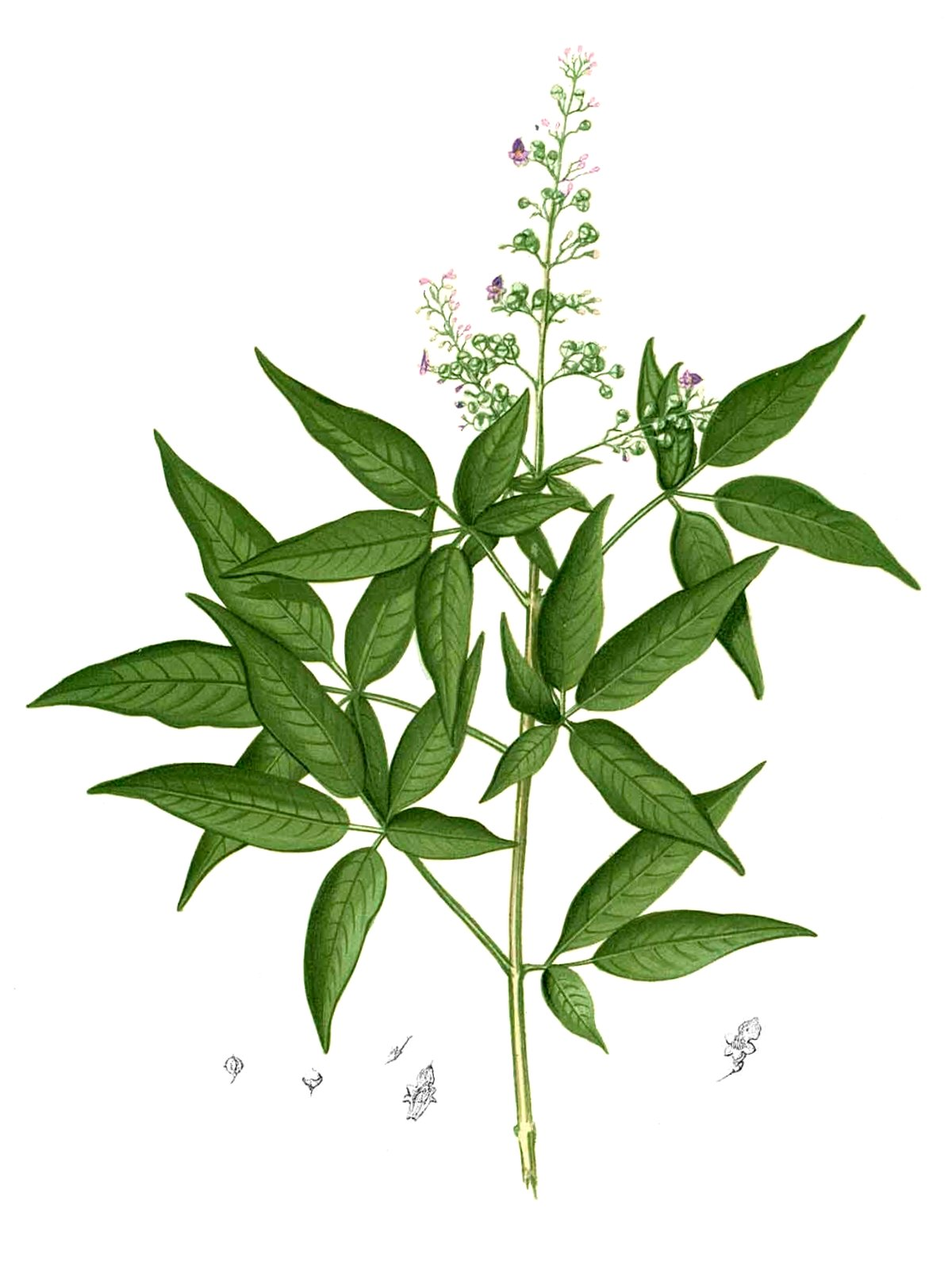
Ilustración.

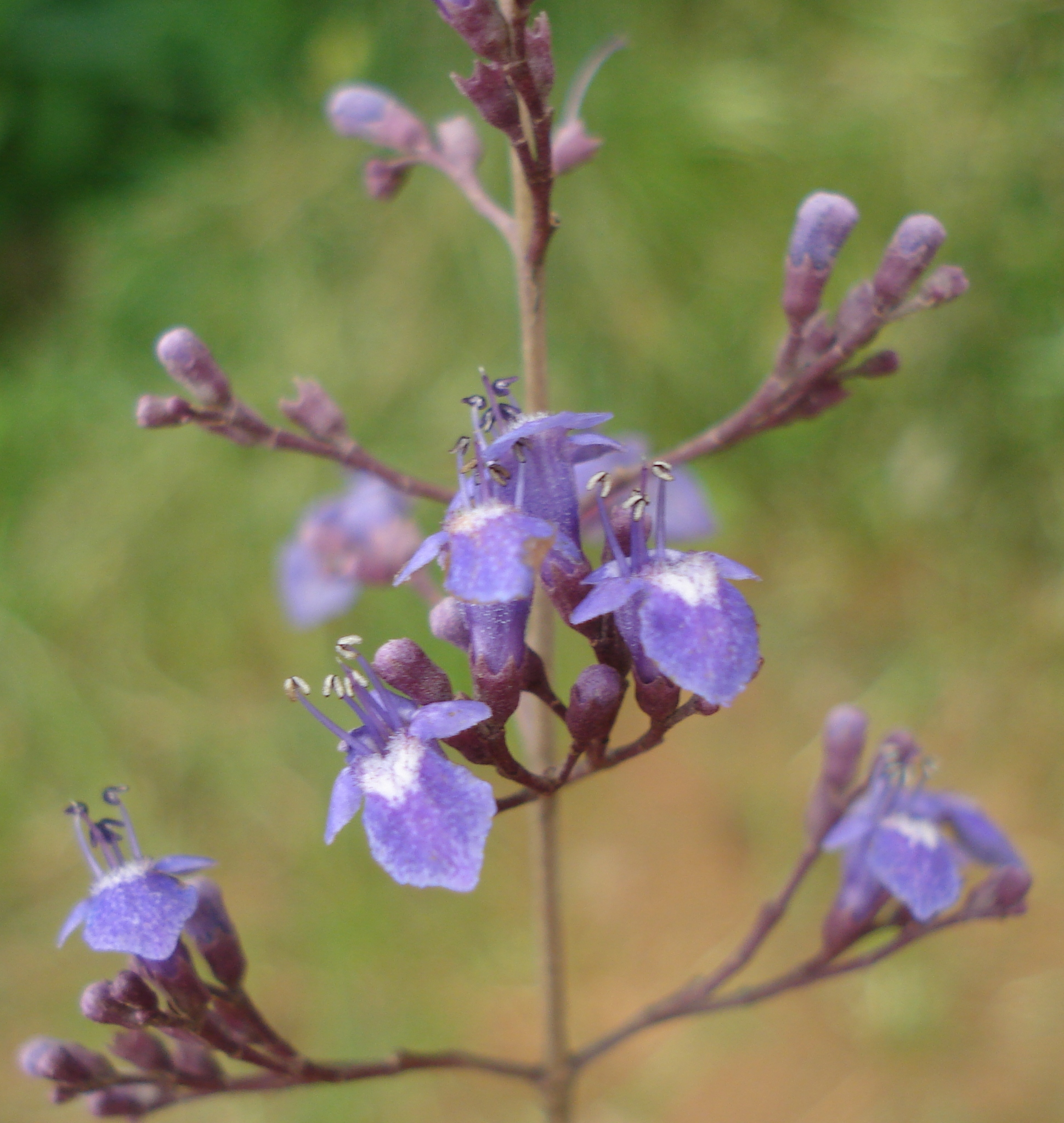
Detalle de las flores.

Vitex negundo, llamado sauzgatillo chino y negundo macho de la India, es un gran arbusto aromático con ramillas cuadrangulares, y densamente blanquecinas tomentosas. Es ampliamente utilizado en la medicina tradicional, particularmente en el Sur y Sudeste de Asia.

## Descripción
Vitex negundo arbusto erecto o pequeño árbol que alcanza un tamaño de 2 a 8 m de altura. La corteza es de color marrón rojizo. Sus hojas son digitadas, con cinco folíolos lanceolados, a veces tres. Cada hoja tiene alrededor de 4 a 10 cm de largo, con el folíolo central más grande y que posee un tallo. Los bordes de las hojas son dentadas y la superficie inferior está cubierta de pelo. Las numerosas flores nacen en panículas de 10 a 20 cm de longitud. Cada una de alrededor de 6 a 7 cm de largo y de color blanco a azul. Los pétalos son de diferentes longitudes, con el lóbulo inferior del centro más largo. Tanto la corola como el cáliz están cubiertas de pelos densos.
El fruto es una suculenta drupa de 4 mm de diámetro, redondeado con forma de huevo. Es de color negro o púrpura cuando están maduros.

## Distribución y hábitat
Vitex negundo es nativa de las regiones tropicales del Este y Sur de África y Asia. Es ampliamente cultivado y naturalizado en otros lugares.
Países en que es autóctona: Afghanistán, Bangladés, Bután, Camboya, China, India, Indonesia, Japón, Kenia, Madagascar, Malasia, Mozambique, Myanmar, Nepal, Pakistán, las Filipinas, Sri Lanka, Taiwán, Tanzania, Tailandia y Vietnam.
Vitex negundo se encuentra comúnmente cerca de corrientes de agua, la tierra recientemente perturbada, pastizales y bosques abiertos mixtos.

## Principios activos
Los principales componentes del jugo de la hoja se casticina, isoorientina, chrysophenol D, luteolina, p–hydroxybenzoic acid y D-fructosa. Los principales constituyentes del aceite son sabinena, linalool, terpinen-4-ol, β-caryophyllene, α-guaiene y globulol que constituyen el 61.8% del aceite. En estudios In vitro y en animales han demostrado que los productos químicos aislados de la planta tienen un potencial antiinflamatorio, antibacteriano, antimicótico y analgésico.

## Usos
Vitex negundo se utiliza para tratar con el ajo contra las plagas y como remedio para la tos en Filipinas. Las raíces y las hojas se utilizan en el eczema, la tiña y otras enfermedades de la piel, trastornos del hígado, agrandamiento de bazo, dolores reumáticos, gota, abscesos, dolor de espalda; y las semillas utilizadas como vermífugo.

## Taxonomía
Vitex negundo fue descrita por Carlos Linneo y publicado en Species Plantarum 2: 638 [as "938"]. 1753.
Sinonimia
- Agnus-castus negundo (L.) Carrière
- Vitex agnus-castus var. negundo (L.) Kuntze
- Vitex nogondo Linnaeus ap. Bojer
- Vitex trifolia var. foliolis obtuse crenatis Lam.

var. cannabifolia (Siebold & Zucc.) Hand.-Mazz.
- Verbena cannabifolia Siebold & Zucc.
- Vitex cannabifolia Siebold & Zucc.

var. microphylla Hand.-Mazz.
- Vitex microphylla (Hand.-Mazz.) C.Pei ex C.Y.Wu

var. negundo
- Agnus-castus incisa (Lam.) Carrière
- Vitex agnus-castus var. negundoides Kuntze
- Vitex arborea Desf.
- Vitex arborea Fisch.
- Vitex chinensis Mill.
- Vitex elmeri Moldenke
- Vitex gracilis Salisb.
- Vitex incisa Lam.
- Vitex incisa var. heterophylla Franch.
- Vitex laciniata Schauer
- Vitex leucoxylon Blanco
- Vitex sinuata Medik.
- Vitex spicata Lour.[13]